# Kreis Waren
De Kreis Waren was een Landkreis in de Bezirk Neubrandenburg in de Duitse Democratische Republiek. Tussen 1990 en 1994 werd hij voortgezet als Landkreis Waren in de Duitse deelstaat Mecklenburg-Voor-Pommeren.

## Geschiedenis
In 1952 was er in de DDR omvangrijke herindeling van de districten, waarbij o.a. de deelstaten hun belang verloren en zg. Bezirke werden ingericht. Het toenmalige Landkreis Waren verloor daarbij gemeenten aan de nieuwe districten Teterow, Röbel/Müritz en Neustrelitz. Uit de rest van het gebied van de Landkreis Waren werd de Kreis Waren gevormd met het bestuurscentrum te Waren (Müritz). De Kreis was bestuurlijk ingedeeld bij het Bezirk Neubrandenburg.
Na de Duitse hereniging werd de Kreis ondergebracht in de Duitse deelstaat Mecklenburg-Voor-Pommeren als Landkreis Waren. Op 11 juni 1994 hield de landkreis op te bestaan. De steden en gemeenten werden hierna onderdeel van de Müritz, een nieuw landkreis dat werd gevormd uit de toenmalige landkreise Röbel/Müritz en Waren en enkele gemeenten uit Malchin en Neustrelitz.

## Steden en gemeenten
De kreis was bestuurlijk in de volgende steden en gemeenten onderverdeeld:
1. Adamshoffnung
2. Alt Rehse
3. Alt Schwerin
4. Alt Schönau
5. Ankershagen
6. Ave (tot 31 dec. 1956)
7. Baumgarten (tot 31 dec. 1964)
8. Burg Penzlin (tot 31 dec. 1968)
9. Drewitz (tot 31 dec. 1956)
10. Federow (tot 30 apr. 1960)
11. Grabowhöfe
12. Groß Dratow
13. Groß Flotow
14. Groß Gievitz
15. Groß Plasten
16. Groß Varchow (tot 30 jun. 1971)
17. Groß Vielen
18. Hinrichshagen
19. Hohen Wangelin
20. Jabel
21. Kargow
22. Klein Lukow
23. Klein Plasten (tot 31 dec. 1973)
24. Klink
25. Klocksin
26. Knüppeldamm (tot 31 dec. 1973)
27. Kraase (tot 6 mrt. 1994)
28. Krukow
29. Lansen
30. Lapitz
31. Laschendorf (tot 31 dec. 1966)
32. Lehsten (tot 6 mrt. 1994)
33. Linstow (tot 31 dec. 1959)
34. Lupendorf
35. Lütgendorf (tot 31 dec. 1964)
36. Malchow, stad
37. Mallin
38. Marihn
39. Marxhagen (tot 31 dec. 1964)
40. Mollenstorf
41. Moltzow
42. Möllenhagen
43. Neu Gaarz
44. Nossentiner Hütte
45. Passentin (tot 31 dec. 1959)
46. Penzlin, stad
47. Puchow
48. Rockow (tot 30 jun. 1972)
49. Rumpshagen (tot 30 jun. 1973)
50. Schwastorf (tot 31 dec. 1959)
51. Silz
52. Sophienhof (tot 31 dec. 1961)
53. Speck (tot 30 apr. 1960)
54. Torgelow am See
55. Varchentin
56. Vielist
57. Vollrathsruhe
58. Waren, stad
59. Wendorf (tot 6 mrt. 1994)
60. Zahren (tot 31 dec. 1974)

Daarnaast kende de landkreis vanaf 1992 de volgende Ämter:
- Amt Malchow-Land
- Amt Moltzow
- Amt Möllenhagen
- Amt Penzlin
- Amt Waren-Land

De hiertoe behorende gemeenten behoorden op het moment van toekenning nog niet alle tot het Landkreis Waren waarmee vooruit werd gelopen op de herindeling van de landkreise in 1994.

## Bestuurlijke herindelingen
Na de hereniging in 1990 hebben er diverse bestuurlijke herindelingen plaatsgevonden.

### Amt
- Oprichting van het Amt Malchow-Land op 31 maart 1992.
- Oprichting van het Amt Moltzow op 31 maart 1992.
- Oprichting van het Amt Möllenhagen op 18 juni 1992.
- Oprichting van het Amt Penzlin op 18 juni 1992.
- Oprichting van het Amt Waren-Land op 31 maart 1992.

### Gemeente
- Annexatie van de gemeenten Kraase, Lehsten en Wendorf door Möllenhagen op 7 maart 1994.[1]